# Willemijn Verkaik
Willemijn Verkaik (Son en Breugel, 16 giugno 1975) è una cantante, attrice e doppiatrice olandese, attiva principalmente in ambito teatrale.

## Biografia
È nota soprattutto per aver interpretato ruoli teatrali in musical quali Wicked ed Elisabeth e per aver doppiato nel film Frozen - Il regno di Ghiaccio e nei suoi svariati sequel, sia nella versione olandese (parlato e cantato) che in quella tedesca (cantato), il personaggio di Elsa.
Grazie al ruolo di Elsa è arrivata a esibirsi alla cerimonia degli Oscar 2020 insieme ad altre colleghe internazionali, salendo sul palco al fianco di Idina Menzel, voce originale di Elsa nonché primissima Elphaba.
Willemijn è stata la Elphaba più longeva del musical Wicked, dopo aver interpretato il ruolo più di 2.000 volte, ed è l'unica persona ad aver interpretato il ruolo in tre lingue diverse. La sua prima esibizione come Elphaba è stata il 31 ottobre 2007 a Stoccarda in Germania e l'esibizione finale nel ruolo è stata il 22 luglio 2017 nel West End di Londra.

## Discografia
- Jeans 11 (Jeanscompany, 2001)[3]
- Eternity (Orkest Kon. Luchtmacht, 2003)[4]
- Drie Musketiers (I tre moschettieri) (Joop van den Ende Theaterproducties, 2003)[5]; Uscita in DVD[6]
- We Will Rock You – Das Original Musical (Parlophone, 2005)[7]
- Wicked, Registrazione del cast tedesco (Stage Entertainment Germania, 2007)[8] Due brani dell'album, "Solang ich dich hab" e "Gutes tun", sono stati inclusi nel CD Bonus del cast del 5° anniversario di Broadway (Decca Broadway, 2008)[9] e nel 2° CD dell'edizione Deluxe di Broadway 2013 (Decca Broadway, 2013).[10]
- Frozen - Il regno di ghiaccio, Registrazione del cast olandese (Walt Disney Records, 2014)[11]
- Frozen - Il regno di ghiaccio, Registrazione del cast tedesco (Walt Disney Records, 2014)[12]
- Frozen - Le avventure di Olaf, Registrazione del cast olandese (Walt Disney Records, 2017)[13]
- Frozen - Le avventure di Olaf, Registrazione del cast tedesco (Walt Disney Records, 2017)[14]
- Frozen II - Il segreto di Arendelle, Registrazione del cast olandese (Walt Disney Records, 2019)[15]
- Frozen II - Il segreto di Arendelle, Registrazione del cast tedesco (Walt Disney Records, 2019)[16]
- Frozen Fever, Registrazione del cast tedesco (Walt Disney Records, 2021)[17]
- Frozen Fever, Registrazione del cast olandese (Walt Disney Records, 2021)[18]
- Rebecca (HitSquad Records, 2022)[19]

## Filmografia

### Televisione
- Goede tijden, slechte tijden, serie TV (1990-in produzione)

### Doppiaggio
- Erica in Barbie - La principessa e la povera (versione olandese)
- Lydia in Barbie e il castello di diamanti (versione olandese)
- Elsa in Frozen - Il regno di ghiaccio, Frozen Fever, Frozen - Le avventure di Olaf, Ralph spacca Internet, Frozen II - Il segreto di Arendelle (versione olandese)
- Elsa (solo canto) in Frozen - Il regno di ghiaccio, Frozen Fever, Frozen - Le avventure di Olaf, Frozen II - Il segreto di Arendelle (versione tedesca)